# Aragón (métro de Mexico)
Pour les articles homonymes, voir Aragon.
Aragón est une station de la Ligne 5 du métro de Mexico. Elle est située à l'est de Mexico, dans la municipalité de Gustavo A. Madero et Venustiano Carranza.

## La station
La station a été ouverte en 1981.
Son nom vient du fait que, lors de son inauguration, c'était la station la plus proche de la forêt de San Juan de Aragon. Le symbole de la station représente la silhouette d'un écureuil, animal très répandu dans les forêts urbaines de la ville.